# كريستوفر هارت
كريستوفر هارت هو ساحر استعراضي وممثل كندي، ولد في 22 فبراير 1961 في نانيامو إي في كندا.

## وصلات خارجية
- كريستوفر هارت على موقع IMDb (الإنجليزية)
- كريستوفر هارت على موقع قاعدة بيانات الفيلم (الإنجليزية)